# Microtus savii
L'arvicola di Savi (Microtus savii de Selys-Longchamps, 1838) è un piccolo roditore della famiglia dei Cricetidi, diffuso prevalentemente in Italia.

## Descrizione
È un roditore di piccola taglia, dal corpo abbastanza tozzo, lungo 82–85 mm, con un peso di 15-32 g. 
La sua pelliccia, densa e soffice, è di colore bruno chiaro, tendente al grigio nella zona ventrale. Alcuni esemplari possono presentare una striscia verticale bianca sulla parte ventrale del corpo.
Gli occhi e le orecchie sono piccoli e parzialmente nascosti dal fitto pelo. Le zampe sono dotate di unghie robuste, adatte allo scavo. La coda, nera e glabra, è lunga 2–3 cm.
È riconoscibile dalle altre specie di arvicole in quanto presenta una zampa con 5 polpastrelli.

## Biologia
È una specie terricola, con abitudini fossorie, trascorre cioè buona parte del suo tempo in complessi sistemi di cunicoli sotterranei da cui tuttavia esce frequentemente per la ricerca di cibo e acqua. È solita usare tane e cunicoli in condivisione con talpa europaea, apodemus sylvaticus e crocidura leucodon.
È attiva soprattutto nelle ore diurne.

### Alimentazione
Ha una dieta strettamente vegetariana: si nutre essenzialmente di semi, tuberi, bulbi, rizomi e cortecce.
Può provocare seri danni alle coltivazioni agricole.

### Riproduzione
La maturità sessuale è raggiunta all'età di 3 mesi.

È una specie abbastanza prolifica: la stagione riproduttiva, che va da aprile ad ottobre, sembra trovare un picco nel mese di aprile e nel mese di settembre; la femmina può dare vita sino a 20 cuccioli, in 4-5 nidiate di 2-4 piccoli per volta. I piccoli vengono partoriti in camere sotterranee "imbottite" con erba e muschio.

### Predatori
Tra i suoi predatori si annoverano mammiferi carnivori come la volpe e la donnola, uccelli rapaci sia notturni (Strigiformes) che diurni (Falconiformes), serpenti. In alcuni casi di pericolo, le femmine, anche se non sono le madri, possono spostare i cuccioli in un posto più sicuro.

## Distribuzione e habitat
L'arvicola di Savi è diffusa in quasi tutta la penisola italiana (eccettuato il Nord-Est) e in Sicilia. Assente in Sardegna. Presenze marginali sono segnalate anche nella Svizzera meridionale e nel sud-est della Francia.
Vive dal livello del mare sino a 2000 m di altitudine.

## Tassonomia
Ne sono note 4 sottospecie:
- Microtus savii savii de Sélys-Longchamps, 1838 - diffusa nell'intera penisola
- Microtus savii nebrodensis Minà Palumbo, 1868 - endemica della Sicilia
- Microtus savii tolfetanus Contoli, 2003 - endemica dei Monti della Tolfa
- Microtus savii niethammericus Contoli, 2003 - endemica del Gargano

## Conservazione
È una specie molto comune, che non presenta particolari problemi di conservazione.

La IUCN Red List la classifica come specie a rischio minimo di estinzione.